# Коп, Макс
Макс Коп (собственно Фридрих Иоганн Теодор Максимилан Коп, нем. Friedrich Johann Theodor Maximilian Chop; 17 мая 1862, Гройсен — 20 декабря 1929, Берлин) — немецкий музыковед
, композитор и писатель
. Наряду с настоящим именем в молодости подписывался псевдонимом Месье Шарль (фр. Monsieur Charles).

## Биография
Изучал право и финансы в Йенском и Лейпцигском университетах. В 1885 году по совету Ференца Листа решил посвятить себя музыкальной карьере, учился игре на скрипке и фортепиано. В 1888—1902 гг. работал журналистом в Нойруппине, с 1889 г. главный редактор газеты Märkische Zeitung. C 1902 г. в Берлине. С 1920 г. до конца жизни владелец и главный редактор газеты Signale für die musikalische Welt.
На раннем этапе творческой карьеры опубликовал ряд художественных произведений, в том числе романы «Идеалы и жизнь» (нем. Ideale und Leben; 1888) и «Буря и натиск» (нем. Sturm und Drang; 1890), новеллу «Новая Кармен» (нем. Eine neue Carmen; 1890), книгу путевых заметок «От Рейна до Адриатики» (нем. Vom Rhein zur Adria; 1896), сборник стихотворений «Амур и Психея» (1896). В дальнейшем сосредоточился на книгах о жизни и творчестве композиторов: напечатал более десяти книг с историческим, сценическим и музыкальным анализом творчества Рихарда Вагнера вообще и отдельных его опер, несколько книг о музыке Августа Бунгерта и Рихарда Штрауса, очерки творчества певицы Лилли Леман (1896), композиторов Фредерика Делиуса (1907, первая книга о композиторе), Джузеппе Верди (1913), Эмиля Резничека (1920), Вильгельма Ринкенса (1924), аналитический комментарий к симфониям Людвига ван Бетховена (1910). Кроме того, опубликовал «Историю немецкой военной музыки» (нем. Geschichte der deutschen Militärmusik; 1925). Автор двух фортепианных концертов, оркестровых сюит, песен.